# غورزه
غورزه، روستایی در دهستان کوشکنار بخش کوشکنار شهرستان پارسیان در استان هرمزگان ایران است.

## جمعیت
بر پایه سرشماری عمومی نفوس و مسکن در سال ۱۳۹۵، جمعیت این روستا برابر با ۵۵۷ نفر (۱۵۲ خانوار) بوده‌است.